# مسجد بازار بوکان
مسجد بازار یا مسجد محمدحسین خان سردار مُکری، از مسجدهای تاریخی بوکان است که در میدان اسکندری در خیابان انقلاب شهر بوکان واقع شده‌است. این مسجد در سال ۱۳۰۰ هجری قمری برابر با ۱۲۶۲ خورشیدی (۱۸۸۳ میلادی) بنا شده‌است و به‌نام حاکم وقت بوکان یعنی سردار محمدحسین خان نامگذاری شده‌است. این بنای قاجاری دومین مسجد قدیمی شهر بوکان پس از مسجد جامع است. به اصرار محمدحسین خان عالم نامدار منطقه «مولانا ملامحمدحسن ابن قزلجی» در سال ۱۳۱۲ هجری قمری (۱۲۷۴ خورشیدی) به عنوان امام جمعه و مدرس از ترجان به بوکان و این مسجد نقل سکونت کرد.